# Marian Krassowski
Marian Krassowski – polski prawnik, sędzia.
Ukończył studia prawa. Po odzyskaniu przez Polskę niepodległości wstąpił do służby sądowniczej II Rzeczypospolitej. Został sędzią Sądu Najwyższego.
2 maja 1923 został odznaczony Krzyżem Komandorskim Orderu Odrodzenia Polski „w uznaniu zasług, położonych na polu sądownictwa i nauki prawniczej w Rzeczypospolitej Polskiej”.